# Lowndesville
Lowndesville város az USA Dél-Karolina államában, Abbeville megyében. Lakosainak száma 120 fő (2020. április 1.).

## Népesség
A település népességének változása:
| Lakosok száma | 116  | 128  | 120  |
|               | 1880 | 2010 | 2020 |